# Bandera de Arganda del Rey
La bandera de Arganda del Rey es de proporciones 2:3 y está formada por el escudo municipal en el centro, que contiene la figura de San Juan Bautista junto a un castillo de oro mazonado de sable y aclarado de azur, además de un racimo de uvas con tres hojas de sinople; todo ello timbrado con la corona real española y sobre un fondo azul y blanco. La bandera fue estrenada en noviembre de 1996.